# 郑家成
鄭家成（英语：Cheng, Peter Kar Shing，1952年11月2日— ）籍貫廣東順德，香港商人，鄭裕彤次子  ，现任新世界酒店（集团）有限公司董事、新世界发展（中国）有限公司副董事总经理、新创建服务管理有限公司      、景褔集團有限公司獨立非執行董事 、协兴建筑有限公司董事、宝利城有限公司董事、建造业零碳天地董事会成员 、深圳拓劲房地产开发有限公司、深圳拓万房地产开发有限公司董事长兼总经理 、深圳市同心俱乐部副主席、副理事长 、周大福慈善基金（香港）主席、周大福慈善基金會 (內地)副理事长 、香港經濟促進會副主席及環保促進會董事 、香港洗肾中心有限公司主席、卫施基金会有限公司主席 、香港工程师学会资深会员、香港仲裁司学会资深会员 、香港建筑业仲裁中心资深会员 、香港和解中心认可调解员、CEDR认可调解员、香港国际仲裁中心认可的一般调解员及联合调解专线办事处土地（为重新发展而强制售卖）条例调解先导计划之调解员     、香港调解资历评审协会有限公司认可综合调解员、金融纠纷调解中心认可调解员、华南国际经济贸易仲裁委员会 (深圳国际仲裁院) 仲裁员、香港建筑法学会会员及英国特许仲裁司协会会员、香港和解中心考核员、广州市政协委员及现任澳门大学议庭成员  。

## 生涯
1952年11月2日  ，鄭家成生於廣東順德，1953年與家人移居香港。1971年，中學畢業於慈幼英文學校   。1974年，毕业于美国印第安纳大学，取得文学学士学位。1976年，毕业于美国加州大学洛杉矶分校工程系，取得工程硕士学位  。1994年10月，出任新世界發展有限公司董事 。
1999年，鄭家成創立霹靂啪喇控股有限公司，该公司於2001年年底上市，但上市两年多一直未能盈利，最终於2004年1月19日每股折讓97%易手郎福來及余鴻文。
2000年6月，鄭家成与何鴻燊、梁美芬、李振聲及蘇樹輝合作創辦中華法律網有限公司。
2009年，郑家成取得香港大学法学硕士（仲裁及排解争端） 。
2012年6月25日，广州市政协第十二届二次常委会议同意增补郑家成为政协第十二届广州市委员会委员 。

## 感情经歷
1977年，鄭家成與第一任妻子结婚，1978年，妻子为他生下长子鄭志恆，次年，生下次子鄭志谦。幾年後鄭家成与妻子分居，1983年5月分居期满后，因為離婚手續出了問題，兩人於当年年底纔正式離婚。
1982年11月，鄭家成認識当屆港姐亞軍鄺美雲 ，两人本来凖備在鄭家成与妻子分居期满后结婚 ，但鄺美雲为了事业暂时将婚事搁下 ，1986年7月，鄭家成密會落选港姐陈如玉，鄺美雲得知后與鄭家成分手  。
1986年11月，有雜誌拍到鄭家成與藍潔瑛在車箱内的照片，因而傳出他倆拍拖 ，1987年1月，鄭家成與藍潔瑛拍拖兩月後，因為鄭不喜歡藍繼續當演員，藍主动与鄭分手 。
1989年3月，鄭家成与李倩琦结婚  ，李倩琦是位醫生，1986年獲得英國倫敦大學內外全科醫學士學位，二人婚后生有一女鄭志琳。 

## 宗教信仰
鄭家成信仰佛教法相宗，自幼接受英文教育的妻子李倩琦也在他的影響下跟随羅時憲學習佛法，夫妻倆食素多年，喜歡到度假村內的小農場親自揀瓜摘菜，他们同为佛教法相學會董事會顧問 。